# Haploscelis gibbosus
Haploscelis gibbosus is een keversoort uit de familie zwamkevers (Endomychidae). De wetenschappelijke naam van de soort werd in 1960 gepubliceerd door Strohecker.